# Ustawa o prawie autorskim i prawach pokrewnych
Ustawa z dnia 4 lutego 1994 r. o prawie autorskim i prawach pokrewnych – polska ustawa, uchwalona przez Sejm RP, regulująca kwestie prawne związane z prawami autorskimi i prawami pokrewnymi.

## Zakres ustawy
Ustawa określa:
- przedmiot prawa autorskiego (utwór)
- podmioty prawa autorskiego (autor i in.)
- autorskie prawa osobiste
- autorskie prawa majątkowe
- zasady dozwolonego użytku dzieł chronionych prawem autorskim
- zasady dozwolonego użytku na rzecz beneficjentów (osób z dysfunkcjami)
- zasady określania i wypłaty wynagrodzenia za użyczanie egzemplarzy utworów przez biblioteki publiczne
- zasady dozwolonego użytku utworów osieroconych
- niektóre sposoby korzystania z utworów niedostępnych w obrocie handlowym
- czas trwania autorskich praw majątkowych
- zasady przejścia autorskich praw majątkowych
- przepisy szczególne dotyczące utworów audiowizualnych i programów komputerowych
- zasady ochrony autorskich praw majątkowych, ochrony wizerunku, adresata korespondencji i tajemnicy źródeł informacji
- prawa pokrewne (prawa do artystycznych wykonań, prawa do fonogramów i wideogramów, prawa do nadań programów, prawa do pierwszych wydań oraz wydań naukowych i krytycznych)
- zasady odpowiedzialności karnej za naruszenie praw autorskich.

Do 18 lipca 2018 r. ustawa regulowała zasady działania organizacji zbiorowego zarządzania prawami autorskimi lub prawami pokrewnymi i kompetencje oraz zasady działania Komisji Prawa Autorskiego. Od 19 lipca 2018 r. kwestie te normuje ustawa z dnia 15 czerwca 2018 r. o zbiorowym zarządzaniu prawami autorskimi i prawami pokrewnymi (Dz.U. z 2024 r. poz. 1665).

## Nowelizacje
Ustawę nowelizowano następującymi aktami:
- Ustawa z dnia 22 listopada 2018 r. o zmianie ustawy o prawie autorskim i prawach pokrewnych oraz ustawy o ochronie baz danych[1]
- Ustawa z dnia 13 lutego 2020 r. o zmianie ustawy - Kodeks postępowania cywilnego oraz niektórych innych ustaw[2]
- Ustawa z dnia 11 marca 2022 r. o obronie Ojczyzny[3]
- Ustawa z dnia 26 lipca 2024 r. o zmianie ustawy o prawie autorskim i prawach pokrewnych, ustawy o ochronie baz danych oraz ustawy o zbiorowym zarządzaniu prawami autorskimi i prawami pokrewnymi[4].
- Ustawa z dnia 12 lipca 2024 r. - Przepisy wprowadzające ustawę - Prawo komunikacji elektronicznej - weszła w życie w 2024 roku[5].